# Can J. Masachs
Can J. Masachs és una obra eclèctica de Santa Cristina d'Aro (Baix Empordà) inclosa a l'Inventari del Patrimoni Arquitectònic de Catalunya.

## Descripció
Habitatge situad entre mitgeres en una parcel·la amb pati a la part posterior. És cobert per una teulada a dues vessants, amb el carener paral·lel a la façana, i presenta les obertures distribuïdes de manera simètrica, sent totes elles allindades i envoltades d'un emmarcament ornamental senzill. Al primer i segon pis hi ha balcons. La zona principal es troba a la planta baixa i els dormitoris als pisos superiors. L'escala es troba al centre, entre parets de càrrega.